# Grèce au Concours Eurovision de la chanson 2025
La Grèce est l'un des trente-sept pays participants du Concours Eurovision de la chanson 2025, qui se tient du 13 au 17 mai 2025 à Bâle en Suisse.

Le pays est représenté par Klavdía, avec sa chanson Asteromáta.

## Sélection
Le 10 septembre 2024, le télédiffuseur grec ERT confirme la participation de la Grèce à l'Eurovision 2025, et confirme le 18 septembre que le représentant et sa chanson seront sélectionnés via une présélection nationale télévisée, intitulée Εθνικός τελικός (Ethnikós Telikós).

### Format
La compétition a lieu le 30 janvier 2025, et est retransmise en direct du Christmas Theater, à Galátsi, en banlieue athénienne.
Les présentateurs de la soirée sont Sákis Rouvás, qui a participé à l'Eurovision en 2004 et en 2009 et a présenté l'Eurovision 2006, et Élena Paparízou, qui a participé à l'Eurovision en 2001 et remporté l'édition 2005.

### Participants
La période de candidatures commence le 18 octobre 2024 et se termine le 10 novembre. Les interprètes devaient être soit citoyens grecs, soit résidents permanents dans le pays, soit nés d'un parent grec. Les auteurs et compositeurs n'avaient aucune restriction de nationalité, mais n'étaient pas autorisés à présenter plus de deux chansons. La liste des participants est révélée sur ERT1 le 10 janvier 2025.
La chanson Tha mátho na agapó, de Salina Gavala & Tsiak, est disqualifiée car son titre a été révélé en avance. Elle a donc été remplacée par Unhurt Me de Nafsica Gavrilaki, qui figurait en première sur la liste des trois chansons de réserve.
- Chanson disqualifiée
- Chanson remplaçante
- Chanson gagnante

| Artiste                                      | Titre                                 | Langue        | Musique (m) & paroles (p)                                                                    |
| -------------------------------------------- | ------------------------------------- | ------------- | -------------------------------------------------------------------------------------------- |
| Andy Nicolas                                 | Lost My Way                           | Anglais       | Andreas Koutsonikolas (m&p), Tim Aeby (en) (m)                                               |
| Barbz                                        | Sirens                                | Anglais       | Barbara Argyrou, Emil Vogel (m&p)                                                            |
| Constantínos Christofórou & Kostas Karafotis | Parádeisos (Παράδεισος)               | Grec          | Konstantinos Christoforou (m), Rodoula Papalamprianou (p)                                    |
| Dinamiss                                     | Odyssey                               | Anglais, grec | Eleni Dina, Maria Dina (m&p)                                                                 |
| Evangelia                                    | Vále (Βάλε)                           | Grec, anglais | Jay Stolar, Evangelia, Gino The Ghost, Solmeister (m&p), Jordan Palmer, Stelios Vamvakas (m) |
| Georgina Kalais & John Vlaseros              | High Road                             | Anglais       | Georgina Kalaitzoglou (m&p), Yannis Vlaseros (m)                                             |
| Klavdía                                      | Asteromáta (Αστερομάτα)               | Grec          | Arcade (m&p)                                                                                 |
| Kostas Ageris                                | Gi mou (Γη Μου)                       | Grec          | Kostas Ageris (m&p)                                                                          |
| Nafsica Gavrilaki                            | Unhurt Me                             | Anglais       | Dimitrios Koumbis, Nafsika Gavrilaki (m&p)                                                   |
| Rikki                                        | Elevator (Up and Down)                | Anglais       | Konstantinos Katikaridis, Anton Aerts (m&p), Apostolis Mallias (m) James Sayer (p)           |
| Salina Gavala & Tsiak                        | Tha mátho na agapó (Θα μάθω να αγαπώ) | Grec          | Babis Stokas (m&p), Panagiotis Tsiakalakis (p)                                               |
| Thanos Lambrou                               | Free Love                             | Anglais       | Thanos Lambrou (m&p), Andreas Georgiou (p), Andreas Vasiliou (p)                             |
| Xannova Xan                                  | Play it!                              | Anglais       | Peter Boström, Dimitrios Tassos (m), Maria Broberg, Breja Blomberg, Kalli Georgellis (p)     |

1. ↑  Constantínos Christofórou a représenté Chypre à l'Eurovision en 1996, en 2002 et en 2005.
2. ↑  Xannova Xan a représenté la Grèce au Concours Eurovision de la chanson junior 2005 sous son vrai nom, Kalli Georgelli, avec Alexandros Chountas.

### Finale
La finale est diffusée le jeudi 30 janvier 2025.

Sakis Rouvas et Helena Paparizou, les présentateurs, assurent également l'entracte en présentant leurs deux chansons de l'Eurovision respectives. Le troisième artiste présent lors de l'entracte est Theo Evan, représentant de Chypre à l'Eurovision cette année.
Le jury grec, dont les votes composent un quart du résultat final, se compose de: 
- Michális Chatzigiánnis, auteur-compositeur-interprète, président du jury;
- Jenny Melitá, journaliste et présentatrice;
- Fótis Sergoulópoulos, présentateur;
- Margarita Mytilineou, directrice de stations de radio;
- Giánnis Christodoulópoulos, compositeur.

Dans le jury international, qui lui aussi compte pour un quart des résultats, se trouvent:
- Simona Martorelli, Directrice des Relations Internationales et des Affaires Européennes à la Rai, présidente du jury;
- Wilkin William Edmund Roy, directeur des programmes musicaux de la BBC;
- Martin Holmen, présentateur et producteur radio chez NRK;
- Léa Ivanne, autrice-compositrice-interprète et coach vocale;
- Olivier Auclair, directeur des programmes divertissement de la RTBF.

- Première place
- Deuxième place
- Troisième place
- Dernière place

| Ordre | Artiste                                      | Titre                   | Score           | Score            | Score          | Score | Place |
| Ordre | Artiste                                      | Titre                   | Jury grec (25%) | Jury intl. (25%) | Télévote (50%) | Total | Place |
| ----- | -------------------------------------------- | ----------------------- | --------------- | ---------------- | -------------- | ----- | ----- |
| 1     | Rikki                                        | Elevator (Up and Down)  | 8               | 4                | 2              | 14    | 7     |
| 2     | Thanos Lambrou                               | Free Love               | 1               | 7                | 4              | 12    | 9     |
| 3     | Kostas Ageris                                | Gi mou (Γη Μου)         | 7               | 1                | 10             | 18    | 6     |
| 4     | Andy Nicolas                                 | Lost My Way             | 3               | 5                | 0              | 8     | 11    |
| 5     | Klavdía                                      | Asteromáta (Αστερομάτα) | 12              | 8                | 24             | 44    | 1     |
| 6     | Constantínos Christofórou & Kostas Karafotis | Parádeisos (Παράδεισος) | 5               | 0                | 8              | 13    | 8     |
| 7     | Georgina Kalais & John Vlaseros              | High Road               | 0               | 2                | 6              | 8     | 10    |
| 8     | Barbz                                        | Sirens                  | 6               | 10               | 14             | 30    | 3     |
| 9     | Evangelia                                    | Vále (Βάλε)             | 10              | 12               | 20             | 42    | 2     |
| 10    | Dinamiss                                     | Odyssey                 | 4               | 4                | 16             | 24    | 4     |
| 11    | Nafsica Gavrilaki                            | Unhurt Me               | 0               | 0                | 0              | 0     | 12    |
| 12    | Xannova Xan                                  | Play it!                | 2               | 6                | 12             | 20    | 5     |

C'est Klavdia qui remporte la finale; elle défendra donc sa chanson Asteromáta à l'Eurovision.

## À l'Eurovision
La Grèce participe à la première moitié de la seconde demi-finale du jeudi 15 mai 2025, et se qualifie pour la finale du 17 mai, finissant 4e avec 112 points. Lors de la finale, le pays se classe 6e avec 232 points.